# ダニエル・サックハイム
ダニエル・サックハイム（Daniel Sackheim）は、アメリカ合衆国のテレビ及び映画監督、プロデューサーである。『Xファイル』、『ロー&オーダー』、『Dr.HOUSE』、『NYPDブルー』などへの参加で知られる。

## 生い立ち
父のウィリアム・サックハイムは脚本家である。またファッション写真家のドリュー・サックハイムは兄弟である。

## キャリア
1984年のジョン・カサヴェテスの映画『ラヴ・ストリームス』で編集技師アシスタントとしてキャリアが始まり、その後、NBCのシリーズ『特捜刑事マイアミ・バイス』で音楽スーパーバイザーとアソシエイトプロデューサーを務める。
1991年にテレビシリーズ『ロー&オーダー』の第1シーズン第17話「ゲーム･マスター」で監督デビューする。2005年の『ナイト・ストーカー 』や2012年の『ザ・ファインダー 千里眼を持つ男』でエグゼクティブ・プロデューサーを務めた。
2001年には『グラスハウス』で初めてフィーチャー映画の監督を務めたが、評価は芳しくなかった。

## 受賞
1994年、『NYPDブルー』の第1シーズン第8話「殺しの自供」によりプライムタイム・エミー賞監督賞（ドラマシリーズ）を受賞した。また1992年に『ロー&オーダー』、2007年に『Dr.HOUSE』でドラマシリーズ賞にノミネートされた。

## 主なフィルモグラフィ

### 映画
| 年   | 作品                                                            | クレジット             | 備考       |
| ---- | --------------------------------------------------------------- | ---------------------- | ---------- |
| 1984 | ラヴ・ストリームス Love Streams                                 | アシスタントエディター |            |
| 1994 | ミッドナイト・ラン3 やけっぱちの美女 Midnight Run for Your Life | 監督                   | テレビ映画 |
| 1995 | ダークフェイス In the Shadow of Evil                            | 監督                   | テレビ映画 |
| 1996 | Grand Avenue                                                    | 監督                   | テレビ映画 |
| 1996 | The Lottery                                                     | 監督                   | テレビ映画 |
| 1998 | Xファイル ザ・ムービー The X-Files                              | 製作                   |            |
| 2001 | グラスハウス The Glass House                                    | 監督                   |            |
| 2004 | セキュリティ9.11 Homeland Security                              | 監督・共同製作総指揮   | テレビ映画 |
| 2010 | Baby                                                            | 製作                   | 短編映画   |

### テレビシリーズ
| 年        | 作品                                                       | クレジット                          | 備考 |
| --------- | ---------------------------------------------------------- | ----------------------------------- | --- |
| 1985-1986 | The New Alfred Hitchcock Presents                          | アソシエイト・プロデューサー        | 計21話担当 |
| 1986-1988 | 特捜刑事マイアミ・バイス Miami Vice                        | アソシエイト・プロデューサー        | 計42話担当 |
| 1990-1993 | ロー&オーダー Law & Order                                  | 監督                                | 第1シーズン第17話「ゲーム･マスター」 第2シーズン第6話「ねじ曲げられた真実」 第2シーズン第15話「信頼」 第2シーズン第16話「目には目を」 第2シーズン第22話「虐げられる人々」 第3シーズン第1話「はかなき美貌」 第3シーズン第15話「母の愛」 |
| 1990-1993 | ロー&オーダー Law & Order                                  | 共同プロデューサー                  | 第1シーズン第1話「消された運び屋」 |
| 1990-1993 | ロー&オーダー Law & Order                                  | プロデューサー                      | 計43話担当（1990-1992） |
| 1993-1996 | NYPDブルー NYPD Blue                                       | 監督                                | 第1シーズン第8話「殺しの自供」 第2シーズン第4話「異動」 第4シーズン第7話「Ted and Carey's Bogus Adventure」 |
| 1993-2000 | Xファイル The X-Files                                      | 監督                                | 第1シーズン第2話「ディープ・スロート」 第1シーズン第4話「導管」 第2シーズン第2話「宿主」 第5シーズン第8話「狐狩り」 第6シーズン第9話「S.R.819」                                                                                        |
| 1993-2000 | Xファイル The X-Files                                      | スーパーバイジング・プロデューサー  | 第1シーズン第1話「序章」 |
| 1993-2000 | Xファイル The X-Files                                      | コンサルティング・プロデューサー    | 計22話担当（1998-2000） |
| 1994      | ER緊急救命室 ER                                            | 監督                                | 第1シーズン第9話「心の病」 |
| 1994      | アース2 Earth 2                                            | 監督                                | 第1シーズン第3話「Life Lessons」 |
| 1998-1999 | ミレニアム Millennium                                      | 監督                                | 第3シーズン第4話「デッド・エンド」 |
| 1998-1999 | ミレニアム Millennium                                      | コンサルティング・プロデューサー    | 計11話担当 |
| 2004      | ラスベガス Las Vegas                                       | 監督                                | 第2シーズン第2話「監視テクニック」 |
| 2004      | ラスベガス Las Vegas                                       | コンサルティング・プロデューサー    | 計5話担当 |
| 2004      | LAW & ORDER:性犯罪特捜班 Law & Order: Special Victims Unit | 監督                                | 第6シーズン第4話「メッセージの鍵」 |
| 2004-2007 | Dr.HOUSE House                                             | 監督                                | 第1シーズン第13話「父と息子」 第2シーズン第22話「罪悪感」 第3シーズン第2話「宇宙人の襲来」 第3シーズン第8話「良心の痛み」 第3シーズン第11話「リハビリ」 第3シーズン第19話「早熟」 第3シーズン第23話「悪ガキ」                          |
| 2004-2007 | Dr.HOUSE House                                             | コンサルティング・プロデューサー    | 計12話担当（2004-2005） |
| 2004-2007 | Dr.HOUSE House                                             | 共同エグゼクティブ・プロデューサー  | 計8話担当（2006） |
| 2004-2007 | Dr.HOUSE House                                             | エグゼクティブ・プロデューサー      | 計24話担当（2006-2007） |
| 2009-2011 | ライ・トゥ・ミー 嘘は真実を語る Lie to Me                  | 監督                                | 第2シーズン第1話「素顔の告白」 第2シーズン第7話「ブラック・フライデー」 第2シーズン第12話「告白」 第2シーズン第22話「不都合な真実」 第3シーズン第1話「制裁」 第3シーズン第9話「封印された記憶」                                        |
| 2009-2011 | ライ・トゥ・ミー 嘘は真実を語る Lie to Me                  | エグゼクティブ・プロデューサー      | 計34話担当 |
| 2011      | BONES Bones                                                | 監督                                | 第6シーズン第19話「財宝船殺人事件」 |
| 2012      | ザ・ファインダー 千里眼を持つ男 The Finder                 | 監督                                | 第1話「探し屋ウォルター」 第12話「呪いの人形」 |
| 2012      | ザ・ファインダー 千里眼を持つ男 The Finder                 | エグゼクティブ・プロデューサー      | 計8話担当 |
| 2012-2013 | ウォーキング・デッド The Walking Dead                      | 監督                                | 第3シーズン第7話「隣り合わせの恐怖」 第4シーズン第3話「Isolation」 |
| 2013-2016 | ジ・アメリカンズ The Americans                             | 監督                                | 第1シーズン第6話「信頼」、 第2シーズン第2話「カーディナル」、第13話「エコー」、第3シーズン第1話、第2話、第13話、第4シーズン第9話 |
| 2013      | NIKITA / ニキータ Nikita                                   | 監督                                | 第3シーズン第20話「敵の敵」 |
| 2016      | ゲーム・オブ・スローンズ Game of Thrones                   | 監督                                | 第6シーズン第3話 第4話 |
| 2016      | フィアー・ザ・ウォーキング・デッド Fear the Walking Dead   | 監督                                | 第2シーズン第8話「グロテスク」 |
| 2016      | 高い城の男 The Man in the High Caste                       | 監督                                | 第2シーズン第3話 |
| 2018      | ベター・コール・ソウル Better Call Saul                    | 監督                                | 第4シーズン第3話 |
| 2018      | ジャック・ライアン Tom Clancy's Jack Ryan                  | 監督 エグゼクティブ・プロデューサー | 第1シーズン第2話、第4話、第8話 |
| 2019      | TRUE DETECTIVE True Detective                              | 監督                                | 第3シーズン第3,6,7,8話 |
| 2019      | サーヴァント ターナー家の子守 Servant                      | 監督                                | 第1シーズン第2,3話 |